# KGB (Bielorussia)
L'Agenzia per la sicurezza dello Stato della Repubblica Bielorussa (in bielorusso Камітэт дзяржаўнай бяспекі, КДБ?, Kamitėt dziaržaŭnaj bjaspeki, KDB, in russo Комитет государственной безопасности, КГБ?, Komitet gosudarstvennoj bezopasnosti, KGB) è l'agenzia d'intelligence nazionale della Bielorussia, successore bielorusso del KGB dell'Unione sovietica. Insieme ai suoi omologhi in Transnistria e Ossezia del Sud, è uno dei pochi servizi segreti che mantenne il nome russo "KGB" dopo la dissoluzione dell'Unione sovietica, anche se tradotto in bielorusso. La polizia speciale antisommossa viene chiamata Otrjad Milizii Osobovo Naznačenija, OMON.
Feliks Ėdmundovič Dzeržinskij, che fondò la Čeka – l'originaria polizia segreta bolscevica – nacque nell'odierna Bielorussia ed è considerato un eroe nazionale.
Il maggior generale Vadzim Jur"evič Zajcaŭ, incaricato della sicurezza nazionale da Lukašėnka, è stato nominato suo direttore nel luglio 2008. Il suo mandato rimase in vigore sino al novembre 2012, quando fu sostituito da Valery Paŭlavič Vakul'čyk. Il KGB è formalmente controllato dal presidente della Bielorussia, Aljaksandr Lukašėnka.

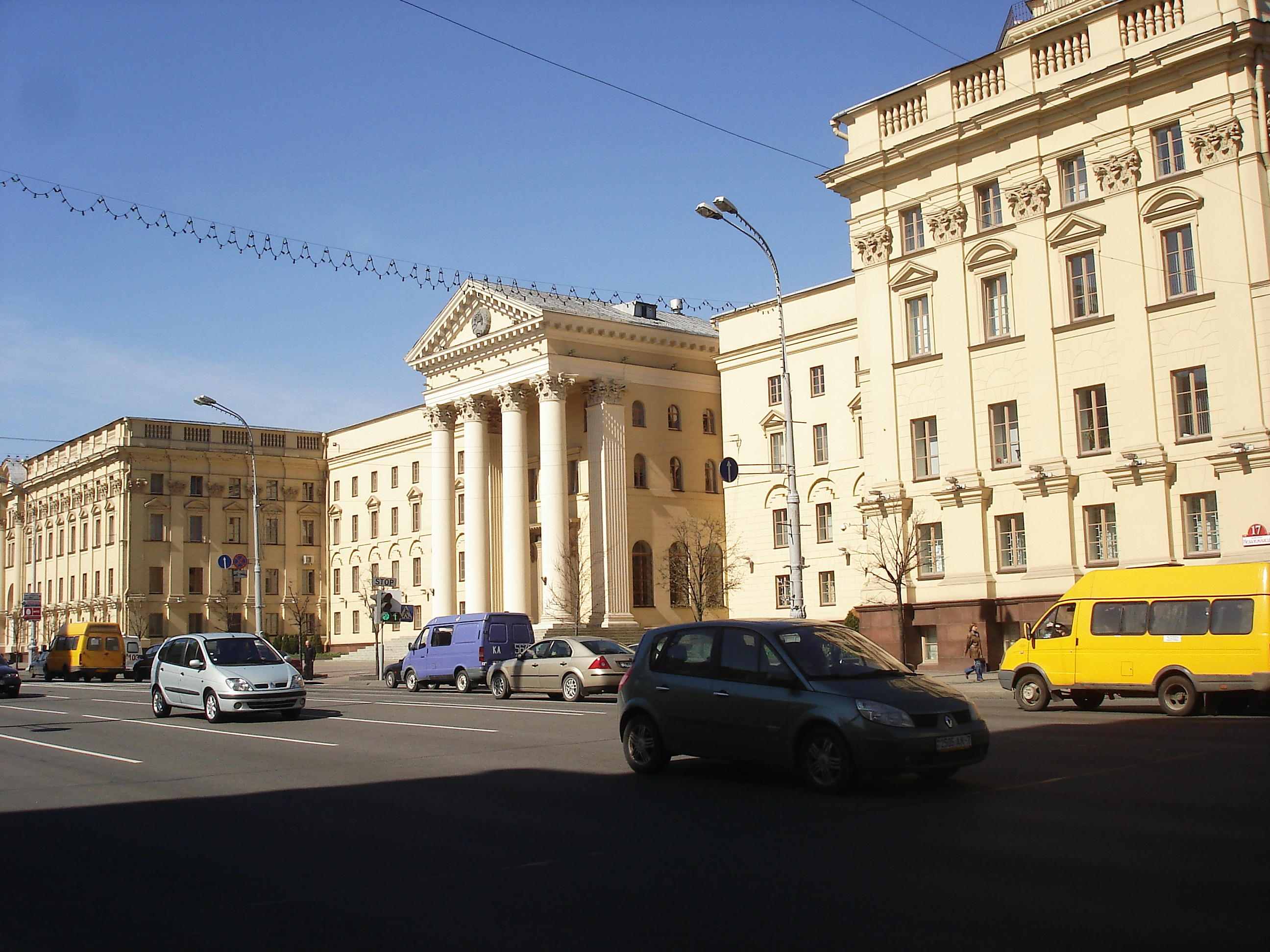
Quartier generale del KGB bielorusso a Minsk.